# Rudolf I av Burgund

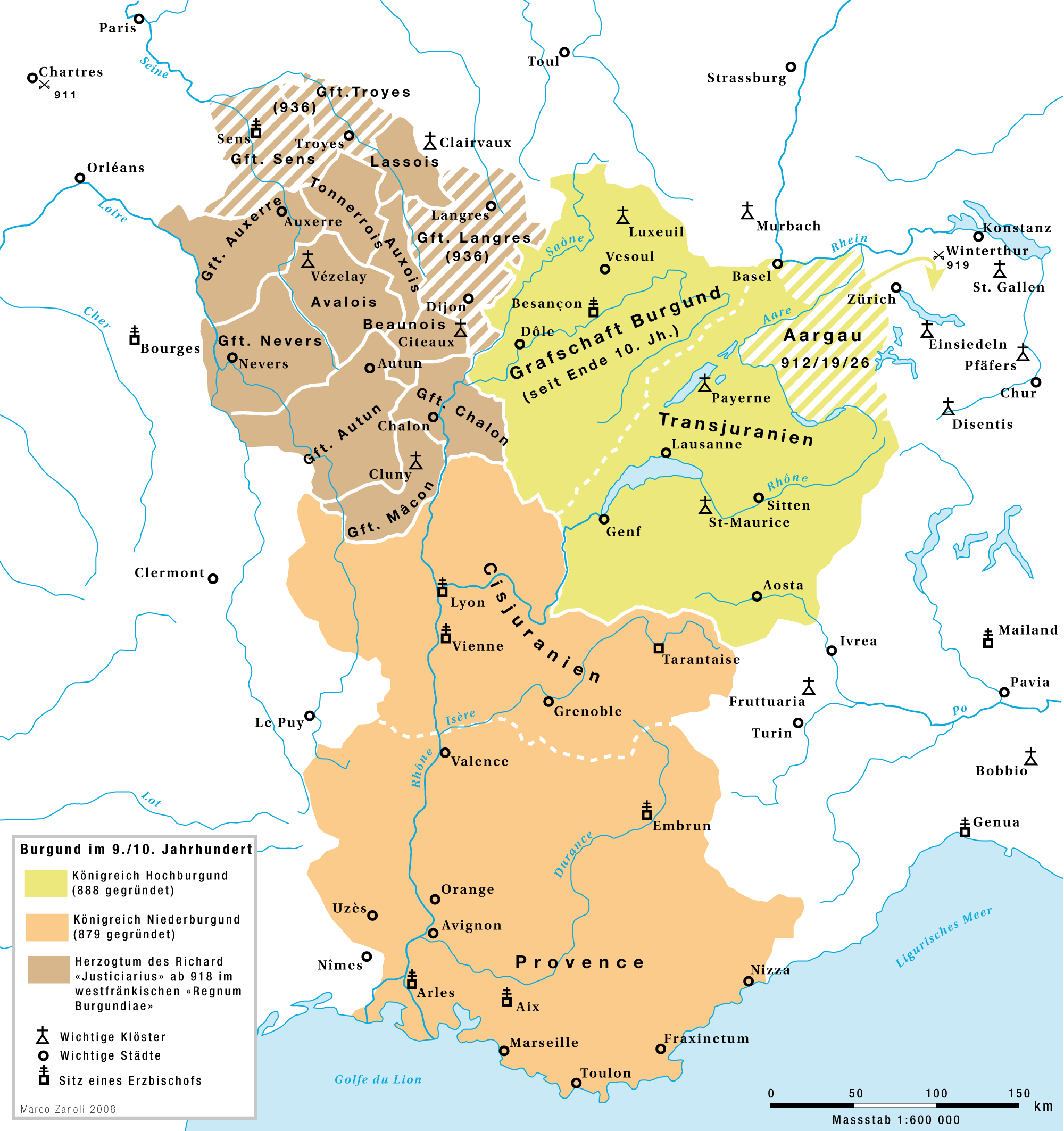
Burgund under 900-talet. Övre Burgund i grön färg.

Rudolf I av Burgund, död antagligen 25 december 912 och begravd i Saint-Maurice i nuvarande Schweiz, var kung av Övre Burgund från år 888.
Rudolf I av Burgund skall inte förväxlas med Rudolf av Burgund, västfrankisk kung 923-936.
Rudolf tillhörde huset Welf och var son till greven Konrad II av Övre Burgund. Rudolf var sekularabbot i Saint-Maurice senast år 878. Han stödde kejsaren Karl den tjocke, men sedan denne avsatts i det Östfrankiska riket år 887, lät Rudolf kröna sig till kung av Övre Burgund i Saint-Maurice i januari 888. En andra invigning skedde under våren 888 i Toul.
Rudolf behärskade Franche-Comté och nuvarande västra Schweiz inklusive nuvarande Bern, Basel, Solothurn och Valais, dessutom Aostadalen och delar av Savojen.
Rudolf var gift med Wila, möjligen en dotter till Boso av Provence. Han efterträddes av sin son Rudolf II av Burgund.